# 奉茶宫女
奉茶宮女算伺候皇上飲食起居的12宮女之首，不算一般的宮女，是女官。而且是有一定家庭背景才可以的，所以這個官職應該叫做「御前奉茶」，是從二品的官職。
清朝宮女常規是每年一選，對象為上三旗年滿13歲的女子，要求五官端正、行動敏捷、口齒伶利，13歲以前擅自定親者為違例，由內務府會計司將候選人按旗屬和年歲造冊。面試一般在紫禁城御花園進行，只面試一次，每批5-6人，落選者回家後方可以結婚。
雍正七年下諭規定，服務於貴人或更高級別者的宮女可以是官員、世家的女兒。而常在、答應的侍女則來自低出身者。
「選宮女」和三年一次的「八旗選秀」（選妃嬪）是分開進行的，因此落選秀女不會被改為宮女，除非是本人特別再去參選宮女。但宮女亦可能得到皇帝寵幸而成為妃嬪。